# Gilberte Chevalier
Gilberte Chevalier ist eine ehemalige Schweizer Basketballspielerin.

## Karriere
Chevalier nahm mit der Schweizer Basketballnationalmannschaft der Damen an der Europameisterschaft 1950 in Budapest teil. In den Spielen gegen die Tschechoslowakei (16:70), die Niederlande (29:30), Italien (18:61), Israel (28:21), Österreich (28:26), Rumänien (27:34) und Belgien (29:32) erzielte die Schweizerin 25 Punkte. Ausserdem nahm Chevalier mit der Nationalmannschaft an der Europameisterschaft 1952 in Moskau teil. In den Spielen gegen Polen (22:40), die DDR (53:8), die Sowjetunion (12:104), Österreich (34:25) und Frankreich (31:46) erzielte die Schweizerin 19 Punkte. Gegen Polen (8 Punkte) überzeugte Chevalier als erfolgreichste Werferin des Teams. Weiterhin nahm Chevalier mit der Nationalmannschaft an der ersten Weltmeisterschaft 1953 in Santiago de Chile teil. In den Spielen gegen Chile (28:37), Kuba (28:32), Mexiko (25:40), Peru (26:34) und erneut Kuba (17:5) erzielte die Schweizerin sieben Punkte.